# 群馬県幼稚園の廃園一覧
群馬県幼稚園の廃園一覧（ぐんまけんようちえんのはいえんいちらん）は、群馬県内の廃園となった幼稚園の一覧。対象となるのは、学制改革（1947年）以降に廃園となった幼稚園、及び分園である。園名は廃園当時のもの。廃園時に幼稚園（分園）が所在していた自治体がその後、合併により消滅している場合は、現行の自治体に含む。その他、現在休園中の県内の幼稚園や分園も参考として本項に記載する。
（）内は、廃園になった年（もしくは、休園の措置が取られた年）、統合先の幼稚園など。明確な月日が記載されていないものは、3月31日付の廃園とする。

## 前橋市
- 静和幼稚園〈初代〉（廃園時期不詳）[1]
- 大聖寺幼稚園（1998年原幼稚園と統合しポケット幼稚園〈初代〉へ）[2]
- 原幼稚園（1998年大聖寺幼稚園と統合しポケット幼稚園〈初代〉へ）[2]
- 藤巻幼稚園（2008年）[3]
- 華頂幼稚園（2010年）[3]
- 桃瀬幼稚園〈初代〉（2014年認定こども園桃瀬幼稚園〈2代目〉[4]となり、2021年幼保連携型認定こども園桃瀬幼稚園〈3代目〉[5]へ）
- 山王幼稚園〈旧〉（2014年幼稚園型認定こども園山王幼稚園〈新〉へ移行）[6]
- 隆興寺幼稚園（2014年休園）[7]
- 第二あさひ幼稚園〈旧〉[3]（2015年幼保連携型認定こども園第二あさひ幼稚園〈新〉へ移行）
- 清心幼稚園〈旧〉（2015年ゆめみらい園と統合し幼保連携型認定こども園清心幼稚園〈新〉へ）[8]
- 元総社幼稚園〈旧〉（2015年幼保連携型認定こども園元総社幼稚園〈新〉へ移行）[9]
- 慈照幼稚園〈旧〉[3]（2015年幼保連携型認定こども園慈照幼稚園〈新〉へ移行）
- いずみ幼稚園〈旧〉[3]（2015年幼保連携型認定こども園いずみ幼稚園〈新〉へ移行）
- 共愛学園幼稚園（2016年共愛学園木瀬保育園と統合し共愛学園こども園へ）[10]
- あさひ幼稚園〈旧〉[3]（2016年幼保連携型認定こども園あさひ幼稚園〈新〉へ移行）
- 二子山幼稚園〈旧〉（2016年幼稚園型認定こども園二子山幼稚園〈新〉となり、2017年幼保連携型認定こども園へ移行）[11]
- 静和第二幼稚園〈初代〉（2016年幼保連携型認定こども園静和第二幼稚園〈2代目〉へ移行、2020年静和幼稚園〈2代目〉へ改称）[1]
- 明和幼稚園〈旧〉[3]（2017年幼保連携型認定こども園明和幼稚園〈新〉へ移行）
- 大利根幼稚園（2017年大利根南幼稚園と統合し大利根育英幼稚園へ）[12]
- 大利根南幼稚園（2017年大利根幼稚園と統合し大利根育英幼稚園へ）[12]
- 駒形幼稚園（2017年幼保連携型認定こども園こまがた幼稚園へ移行）[13]
- しょうび第二幼稚園〈旧〉（2018年幼保連携型認定こども園しょうび第二幼稚園〈新〉へ移行）[14]
- 石井幼稚園（2018年幼保連携型認定こども園いしい幼稚園へ移行）[15]
- 前橋市立大胡幼稚園[3]（2019年大胡東幼稚園と統合し前橋市立おおご幼稚園へ）
- 前橋市立大胡東幼稚園[3]（2019年大胡幼稚園と統合しおおご幼稚園へ）
- わかくさ幼稚園〈旧〉[3]（2019年幼保連携型認定こども園わかくさ幼稚園〈新〉へ移行）
- 木の実幼稚園〈旧〉[3]（2019年幼保連携型認定こども園木の実幼稚園〈新〉へ移行）
- 朝日が丘幼稚園（2019年休園、2022年大利根育英幼稚園分園朝日が丘こども園へ移行）[16]
- 静和第三幼稚園（2020年）[1]
- 敷島幼稚園〈旧〉[3]（2020年幼保連携型認定こども園敷島幼稚園〈新〉へ移行）
- 清華幼稚園〈旧〉[3]（2020年幼保連携型認定こども園清華幼稚園〈新〉へ移行）
- ポケット幼稚園〈初代〉[3]（2020年幼保連携型認定こども園ポケット幼稚園〈2代目〉へ移行）
- 元景幼稚園〈旧〉[3]（2021年幼保連携型認定こども園元景幼稚園〈新〉へ移行）
- ひろせ幼稚園〈旧〉[3]（2022年幼保連携型認定こども園ひろせ幼稚園〈新〉へ移行）
- 前橋市立宮城幼稚園（2024年）[17]

## 高崎市
- 平和幼稚園（1969年）
- 聖光幼稚園（1988年）[18]
- 聖公会幼稚園（2006年）[3]
- 聖ヨセフ幼稚園（2009年）[3]
- 堀越幼稚園（2013年堀越学園の解散に伴う）[19]
- 子供の国幼稚園（同上）[19]
- 国分寺幼稚園〈旧〉[3]（2016年幼保連携型認定こども園国分寺幼稚園〈新〉へ移行）
- 櫻丘幼稚園〈旧〉[3]（2018年幼保連携型認定こども園櫻丘幼稚園〈新〉へ移行）
- 明徳幼稚園〈旧〉（2019年幼保連携型認定こども園明徳幼稚園〈新〉へ移行）[20]
- むつみ幼稚園〈旧〉（2019年幼保連携型認定こども園むつみ幼稚園〈新〉へ移行）[21]
- ひばり幼稚園〈旧〉[3]（2020年幼保連携型認定こども園ひばり幼稚園〈新〉へ移行）

## 桐生市
- 桐生市立神明幼稚園（廃園時期不詳）[22]
- 桐生市立梅田南幼稚園（廃園時期不詳）[23]
- 桐生市立南幼稚園[24]（廃園時期不詳）
- 桐生市立菱幼稚園[24]（廃園時期不詳）
- 桐生市立菱幼稚園[24]（廃園時期不詳）
- 桐生市立天沼幼稚園（2009年桐生市立相生幼稚園へ統合）[25]
- 桐生市立北幼稚園（2009年）[26]
- 城山幼稚園（2016年休園[27]、2021年廃園）
- すぎの子幼稚園〈旧〉（2017年認定こども園すぎの子幼稚園〈新〉へ移行）[28]
- のびのび幼稚園[3]（2020年のびのびこども園へ移行）
- 白ゆり幼稚園（2022年白ゆりこども園へ移行）
- 桐生市立東幼稚園（2023年桐生市立西幼稚園へ統合）[29]
- 桐生市立川内南幼稚園（2023年相生幼稚園へ統合）[29]

## 伊勢崎市
- 伊勢崎市立北幼稚園（1970年6月20日）[30]
- 伊勢崎市立殖蓮第二幼稚園（1998年休園、2001年廃園）[30]
- 伊勢崎市立広瀬幼稚園（1998年休園、2001年廃園）[30]
- 伊勢崎市立坂東幼稚園（1998年休園、2001年廃園）[30]
- 伊勢崎市立豊受幼稚園（2017年休園、2019年廃園）[30]
- 伊勢崎市立南幼稚園（2022年休園[30]、2024年廃園[17]）
- 伊勢崎市立茂呂幼稚園（2022年休園[30]、2024年廃園[17]）

## 太田市
- 木崎町幼稚園[3]（2015年幼保連携型認定こども園きざきまち幼稚園へ移行）
- いなり幼稚園〈旧〉（2017年幼保連携型認定こども園いなり幼稚園〈新〉へ移行）[31]
- 新明幼稚園〈旧〉（2018年幼保連携型認定こども園新明幼稚園〈新〉へ移行）[32]
- なかよし幼稚園〈旧〉（2018年幼保連携型認定こども園なかよし幼稚園〈新〉へ移行）[33]
- 太田幼稚園（2018年）[34]
- 金山幼稚園〈旧〉[3]（2019年幼保連携型認定こども園金山幼稚園〈新〉へ移行）
- 東別所幼稚園〈旧〉[3]（2019年幼保連携型認定こども園東別所幼稚園〈新〉へ移行）
- 宝泉北幼稚園〈旧〉[3]（2019年幼保連携型認定こども園宝泉北幼稚園〈新〉へ移行）
- 太田市立生品幼稚園（2021年[35]社会福祉法人育美会認定こども園生品の風[36]へ移行）
- 太田市立綿打幼稚園（2021年[37]認定こども園わたっこ[38]へ移行）
- 台之郷幼稚園（2022年台之郷こども園へ移行）[39]

## 沼田市
- ちぐさ幼稚園（2016年ちぐさ保育園と統合しちぐさこども園へ）[40]
- 沼田市立榛名幼稚園（2018年沼田市立利南幼稚園へ統合）[41]
- 沼田市立利南東幼稚園（同上）[41]
- 沼田市立池田幼稚園（2018年沼田市立薄根幼稚園へ統合）[41]

## 館林市
- 富士幼稚園（2020年富士こども園へ移行）[42]
- 館林市立南幼稚園（2024年）[17]

## 渋川市
- カトリック渋川幼稚園（2005年）[3]
- 渋川市立三原田幼稚園（2006年統合により渋川市立赤城幼稚園へ）
- 渋川市立刀川幼稚園（同上）
- 渋川市立津久田幼稚園（同上）
- 渋川市立南雲幼稚園（同上）
- 渋川市立子持北幼稚園（2007年統合により渋川市立こもち幼稚園へ）
- 渋川市立子持南幼稚園（同上）
- 渋川市立渋川第二幼稚園（2009年）
- 信愛幼稚園（2013年）[3]
- 白ばら幼稚園〈旧〉[3]（2022年認定こども園白ばら幼稚園〈新〉へ移行）

## 藤岡市
- 藤岡市立北ノ原幼稚園（2010年）[43]
- くまの幼稚園〈旧〉（2016年幼保連携型認定こども園くまの幼稚園〈新〉へ移行）[44]
- 藤岡幼稚園〈旧〉[3]（2016年幼保連携型認定こども園藤岡幼稚園〈新〉へ移行）
- 鬼石幼稚園〈旧〉[3]（2018年幼保連携型認定こども園鬼石幼稚園〈新〉へ移行）
- のぞみ幼稚園〈旧〉[3]（2019年幼保連携型認定こども園のぞみ幼稚園〈新〉へ移行）
- 藤岡開成幼稚園〈旧〉[3]（2020年幼保連携型認定こども園藤岡開成幼稚園〈新〉へ移行）
- 鬼石町立三波川幼稚園（廃園時期不詳）[45]

## 富岡市
- むつぎ幼稚園〈旧〉[3]（2016年幼保連携型認定こども園むつぎ幼稚園〈新〉へ移行）
- 七日市幼稚園（2016年幼保連携型認定こども園なのかいちこども園へ移行）[46]
- 富岡市立妙義幼稚園〈2代目〉（2017年）
- 富岡幼稚園（2021年とみおかこども園へ移行）[47]
- 妙義町立妙義幼稚園〈初代〉（1999年高田幼稚園と統合し妙義幼稚園〈2代目〉へ）[48]
- 妙義町立高田幼稚園（1999年妙義幼稚園〈初代〉と統合し妙義幼稚園〈2代目〉へ）[48]

## 安中市
- 松井田幼稚園（2009年）[3]
- 松井田教会附属幼稚園（2011年）[3]
- 東横野幼稚園〈旧〉（2017年幼稚園型認定こども園東横野幼稚園となり[49]、2023年[50]幼保連携型認定こども園東横野幼稚園〈新〉へ移行）

## みどり市
- みどり市立笠懸幼稚園（2024年）[17]

## 北群馬郡
- 駒寄幼稚園〈旧〉[3]（2017年幼保連携型認定こども園駒寄幼稚園〈新〉へ移行）

## 甘楽郡
- 甘楽町立秋畑幼稚園（2004年甘楽町立小幡幼稚園へ統合）[51]
- 甘楽町立小幡幼稚園（2022年）[52]
- 甘楽町立福島幼稚園（2022年）[52]
- 甘楽町立新屋幼稚園（2022年）[52]

## 吾妻郡
- 中之条町立名久田幼稚園（2014年中之条町立中之条幼稚園へ統合）
- 嬬恋村立鎌原幼稚園（2014年嬬恋村立東部幼稚園へ統合）
- 光泉幼稚園（2019年）[3]

## 利根郡
- みなかみ町立月夜野北幼稚園（2016年つきよのこども園へ移行）[53]

## 邑楽郡
- えのき幼稚園〈旧〉[3]（2017年幼保連携型認定こども園えのき幼稚園〈新〉へ移行）
- みよし幼稚園〈旧〉（2019年幼保連携型認定こども園みよし幼稚園〈新〉へ移行）[54]